# Мыдрец (Кырджалийская область)
Мыдрец (болг. Мъдрец) — село в Болгарии. Находится в Кырджалийской области, входит в общину Кырджали. Население составляет 130 человек.

## Политическая ситуация
В местном кметстве Перперек, в состав которого входит Мыдрец, должность кмета (старосты) исполняет Халил Халим Бекир (Движение за права и свободы (ДПС)) по результатам выборов правления кметства.
Кмет (мэр) общины Кырджали — Хасан Азис (Движение за права и свободы (ДПС)) по результатам выборов в правление общины.